# X连锁淋巴细胞增生性疾病
X连锁淋巴细胞增生性疾病（X-linked lymphoproliferative disease），又名邓肯病（Duncan's disease）:86或珀蒂洛综合征（Purtilo syndrome），是一种淋巴增生性障碍。
患有X连锁淋巴细胞增生性疾病的男孩无法对人類疱疹病毒第四型病毒（EBV）产生免疫反应，故常死于骨髓衰竭、不可逆肝炎和恶性淋巴瘤。然而，EBV与X连锁淋巴细胞增生性疾病之间的关系尚未明确。患者体内产生的CD27记忆B细胞数量不足。
由于邓肯一家18名男性有6名死于淋巴细胞增生性疾病，包括暴发性傳染性單核白血球增多症和淋巴瘤，故此病又称邓肯病。珀蒂洛综合征一名则得名于华盛顿州美国陆军病理学中心病理学家兼免疫学家戴维·西奥多·珀蒂洛（David Theodore Purtilo）博士（1939–1992），于1970年代初发现此病。珀蒂洛是明尼蘇達州杜魯斯人，在一名患者中发现此病后，便率先展开研究。1980年代后期，珀蒂洛居住于內布拉斯加州奥马哈，于1992年9月28日在佛罗里达去世。